# Monica (Radar)
Monica war ein im Frühjahr 1942 eingeführtes Warngerät auf Radar-Basis für britische Nacht-Bomber der Royal Air Force (RAF). Die offizielle britische Bezeichnung war ARI 5664; die US Army Air Force setzte das Gerät ebenfalls ein und nannte es AN/APS-13, wobei es von den Amerikanern den Spitzname Archie erhielt.
Das Radargerät war heckwärts ausgerichtet und sollte die Besatzung der strategischen Bomber warnen, wenn sich ein feindlicher Abfangjäger von hinten näherte. Auf einem Bildschirm und über Töne verschiedener Frequenz im Intercom teilte es dem Heckschützen mit, dass ein Feind sich in Schussposition brachte. Seine Einsatzfrequenz lag bei etwa 300 Megahertz.
Zum Bedauern der Briten konnten die Deutschen rasch den passiven Radarempfänger FuG 227 Flensburg entwickeln, der ab Frühjahr 1944 bei der Luftwaffe zum Einsatz kam. Jetzt konnten Bomber mit aktivem Monica erfasst und angeflogen werden. 1944 landete ein mit Flensburg ausgerüsteter Nachtjäger Ju 88 G-1, Kennung 4R+UR, versehentlich auf dem RAF-Flugplatz Woodbridge. Bei der Untersuchung wurde die Wirkungsweise von Flensburg erkannt und Monica sofort aus allen britischen Bombern ausgebaut.
Modifizierte Archie-Geräte wurden als Auslösemechanismus der beiden gegen Hiroshima und Nagasaki eingesetzten Atombomben Little Boy und Fat Man verwendet.